# الدائرة الانتخابية الخارجية
الدائرة الانتخابية الخارجية أو المجموعة الانتخابية الخارجية هي أي دائرة انتخابية تقع خارج حدود الدولة القومية ولكن هذه الحكومة تعترف بها باعتبارها دائرة لتمثيل سكان الدولة القومية المغتربين (ومن الناحية الفنية والعسكرية) الذين يعيشون داخل أراضي دولة قومية أخرى. عادة ما يتم تنظيم مثل هذه الدوائر الانتخابية من أجل إشراك الناخبين المغتربين أو المهجرين الذين يحتفظون بجنسياتهم في عملية الاقتراع.
وتعتبر الدائرة الانتخابية الخارجية مختلفة عن الانتخابات التمهيدية داخل الأحزاب (حيث تقوم الأحزاب السياسية أو المنظمات الحزبية السياسية مع المكاتب الخارجية بتنظيمها وتمويلها بالكامل) التي تعقد في الخارج للناخبين المغتربين.
يمكن للدوائر الانتخابية إجراء عملية التصويت الخاصة بها في القنصليات والسفارات الدبلوماسية لدولتها القومية الأصلية، من خلال الاقتراع الغيابي أو من خلال التصويت الإلكتروني (بما في ذلك التصويت عبر الإنترنت).

## أمثلة على الدوائر الانتخابية الحكومية

### الحالية

#### كولومبيا
يتم حجز مقعد فردي في مجلس النواب للكولومبيين في الخارج.

#### كرواتيا
تتوفر دائرة انتخابية واحدة متعددة الأعضاء للكرواتيين الذين يعيشون في المهجر.

#### جمهورية الدومينيكان
يقوم المغتربون الدومينيكانيون بانتخاب سبعة ممثلين: اثنان لتمثيل الدومينيكانيين الذين يعيشون في منطقة البحر الكاريبي وأمريكا اللاتينية، واثنان لأوروبا، وثلاثة لكندا والولايات المتحدة. وقد أصبح ذلك ساريًا في الانتخابات الرئاسية لجمهورية الدومينيكان التي جرت عام 2012، عندما استطاع المغتربون الدومينيكانيون التصويت في الانتخابات الفرعية على المقاعد الجديدة.

#### فرنسا
في عام 2010، وقبل إجراء الانتخابات التشريعية لعام 2012، تم تقسيم العالم إلى إحدى عشرة دائرة انتخابية ذات مقعد واحد لكي يتم تمثيل الفرنسيين المقيمين في الخارج في الجمعية الوطنية الفرنسية.

#### البرتغال
يتم حجز مقعدين من مقاعد البرلمان البرتغالي للمغتربين، مقعد للمغتربين البرتغاليين في أوروبا والآخر للمغتربين في أماكن أخرى خارج البرتغال.

#### تونس
يمثل ثمانية عشر عضوًا في المجلس الوطني التأسيسي التونسي (المنتخب عام 2011) التونسيين المقيمين في الخارج. وهناك ما يقرب من مليون تونسي يعيشون في الخارج، ويقيم ما يصل إلى 500000 تونسي في فرنسا.
تم إجراء اقتراع المغتربين التونسيين في 80 دولة حول العالم. وقد انتخب التونسيون في فرنسا، المستعمر السابق لتونس، عشرة ممثلين؛ وانتخبوا في إيطاليا ثلاثة ممثلين؛ وانتخبوا في ألمانيا ممثلاً واحدًا؛ بينما انتخبوا في أمريكا الشمالية وباقي الدول الأوروبية اثنين من الممثلين؛ وانتخبوا في الدول العربية الأخرى اثنين من الممثلين.

### المقدمات المقترحة

#### لبنان
يقوم مشروع القانون لعام 2012 بتخصيص 10 مقاعد محجوزة في البرلمان للمغتربين اللبنانيين في الخارج أثناء إجراء الانتخابات العامة لعام 2013.

### قضايا وانتقادات
أحيانًا تأتي الانتقادات لمثل هذه الدوائر الانتخابية من الدول المضيفة التي تستضيف السكان المغتربين المسجلين كمواطنين في دولة أخرى. على سبيل المثال، في عام 2011 احتجت الحكومة الكندية برئاسة ستيفين هاربير على إنشاء فرنسا وتونس لمثل هذه الدوائر الانتخابية التي تغطي أراضي كندا معتبرة ذلك انتهاكًا للسيادة الكندية وأعلنت صراحة عدم السماح بإنشاء مراكز اقتراع للانتخابات المقبلة لكلتا الدولتين على الأراضي الكندية. ولكن في عام 2012، تم التوصل إلى اتفاق بين الدول الثلاث بموجبه يمكن إقامة مثل هذه المراكز بشكل أولي في السفارات ومكاتب القنصليات.

## أمثلة على الدوائر الانتخابية الخارجية للأحزاب السياسية

### المملكة المتحدة
منظمة العمل الدولية هي منظمة للناخبين من حزب العمال ضمن المواطنين المقيمين في الخارج.

### الولايات المتحدة
منظمة الديمقراطيين في الخارج هي منظمة تشجع دعم المواطنين الأمريكيين الذين يعيشون في الخارج للحزب الديمقراطي، وقد أرسلت وفدًا إلى المؤتمر الوطني الديمقراطي منذ عام 1976 وعقدت أول انتخابات حزبية تمهيدية على مستوى العالم عام 2008. وتُعرف بأنها «لجنة الولاية» بالتساوي مع غيرها من اللجان على مستوى الولايات داخل الأراضي الأمريكية.